# Proteïna àcida fibril·lar glial
La proteïna àcida fibril·lar glial (GFAP) és una proteïna que està codificada pel gen GFAP en humans. És una proteïna de filament intermedi tipus III que s'expressa en nombrosos tipus de cèl·lules del sistema nerviós central (SNC), inclosos els astròcits i les cèl·lules de l'epèndima durant el desenvolupament. També s'ha trobat que GFAP s'expressa en glomèruls i fibroblasts peritubulars extrets de ronyons de rata, cèl·lules de Leydig dels testicles tant en hàmsters com en humans, queratinòcits humans, osteòcits i condròcits humans, i cèl·lules estelades pancreàtiques i hepàtiques a les rates.
La GFAP està estretament relacionada amb els altres tres membres de la família de filaments intermedis de tipus III no epitelials, la vimentina, la desmina i la periferina, que estan implicats en l'estructura i la funció del citoesquelet de la cèl·lula. Es creu que la GFAP ajuda a mantenir la força mecànica dels astròcits, així com la forma de les cèl·lules, però la seva funció exacta segueix sent poc entesa, malgrat el nombre d'estudis que l'utilitzen com a marcador cel·lular. La proteïna va ser nomenada, aïllada i caracteritzada per primera vegada per Lawrence F. Eng el 1969. En humans, es troba al braç llarg del cromosoma 17.

## Estructura
Els filaments intermedis tipus III contenen tres dominis, anomenats dominis de cap, vareta i cua. La seqüència específica d'ADN per al domini de la vareta pot diferir entre diferents filaments intermedis de tipus III, però l'estructura de la proteïna està molt conservada. Aquest domini de la vareta s'enrotlla al voltant d'un altre filament per formar un dímer proteic, amb el terminal N i el terminal C de cada filament alineats. Els filaments de tipus III com la GFAP són capaços de formar tant homodímers com heterodímers. La GFAP pot polimeritzar amb altres proteïnes de tipus III. GFAP i altres proteïnes de filament intermedi de tipus III no es poden agrupar amb queratines, els filaments intermedis de tipus I i II: a les cèl·lules que expressen ambdues proteïnes, es formen dues xarxes de filaments intermedis separades, que poden permetre l'especialització i una major variabilitat.
Per formar xarxes, els dímers GFAP inicials es combinen per fer tetràmers escalonats, que són les subunitats bàsiques d'un filament intermedi. Com que els dominis de varetes sols in vitro no formen filaments, els dominis de cap i cua no helicoïdals són necessaris per a la formació de filaments. Les regions del cap i la cua tenen una major variabilitat de seqüència i estructura. Malgrat aquesta major variabilitat, el cap de GFAP conté dues arginines conservades i un residu aromàtic que s'ha demostrat que són necessaris per a un muntatge adequat.

## Funció en el sistema nerviós central
La GFAP s'expressa al sistema nerviós central en cèl·lules d'astròcits, i la concentració de GFAP difereix entre diferents regions. Els nivells més alts es troben al bulb raquidi, la medul·la espinal, i l'hipocamp. Està implicada en molts processos importants del SNC, inclosa la comunicació cel·lular i el funcionament de la barrera hematoencefàlica.
S'ha demostrat que la GFAP té un paper en la mitosi ajustant la xarxa de filaments present a la cèl·lula. Durant la mitosi, hi ha un augment de la quantitat de GFAP fosforilada i un moviment d'aquesta cap al solc d'escissió. Hi ha diferents conjunts de quinases en funcionament; la Cdc2-cinasa actua només a la transició de fase G2, mentre que altres són actives només al solc d'escissió. Aquesta especificitat en la ubicació permet una regulació precisa de la distribució de GFAP a les cèl·lules filles. Els estudis també han demostrat que els ratolins a qui se'ls ha eliminat l'expressió de GFAP (knock-out) pateixen múltiples processos degeneratius que inclouen mielinització anormal, deteriorament de l'estructura de la substància blanca i deteriorament funcional i estructural de la barrera hematoencefàlica. Aquestes dades suggereixen que la GFAP és necessària per a molts papers crítics al SNC.
S'ha proposat que GFAP podria tenir un paper en les interaccions entre astròcits i neurones, així com en la comunicació entre cèl·lules. Utilitzant ARN antisentit in vitro, els astròcits que no tenen GFAP no formen les extensions habitualment presents amb les neurones. Altres estudis també han demostrat que les cèl·lules de Purkinje en els ratolins sense expressió de GFAP no presenten una estructura normal, i aquests mostren dèficits en experiments de condicionament com la tasca de parpellejar. Els estudis bioquímics de GFAP han demostrat la fosforilació dependent de clorur de magnesi i/o calci/calmodulina en diversos residus de serina o treonina per PKC i PKA, que són dues quinases importants per a la transducció citoplasmàtica de senyals. Aquestes dades posen de manifest la importància de la GFAP per a la comunicació intercel·lular.
També s'ha demostrat que el GFAP és important en la reparació després d'una lesió del SNC, concretament pel seu paper en la formació de cicatrius glials en multitud de llocs del SNC, inclosos l'ull i el cervell.